# Onsen

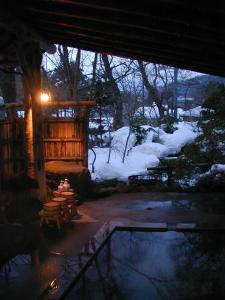
Piscina exterior d'un onsen, a Naruko, Miyagi

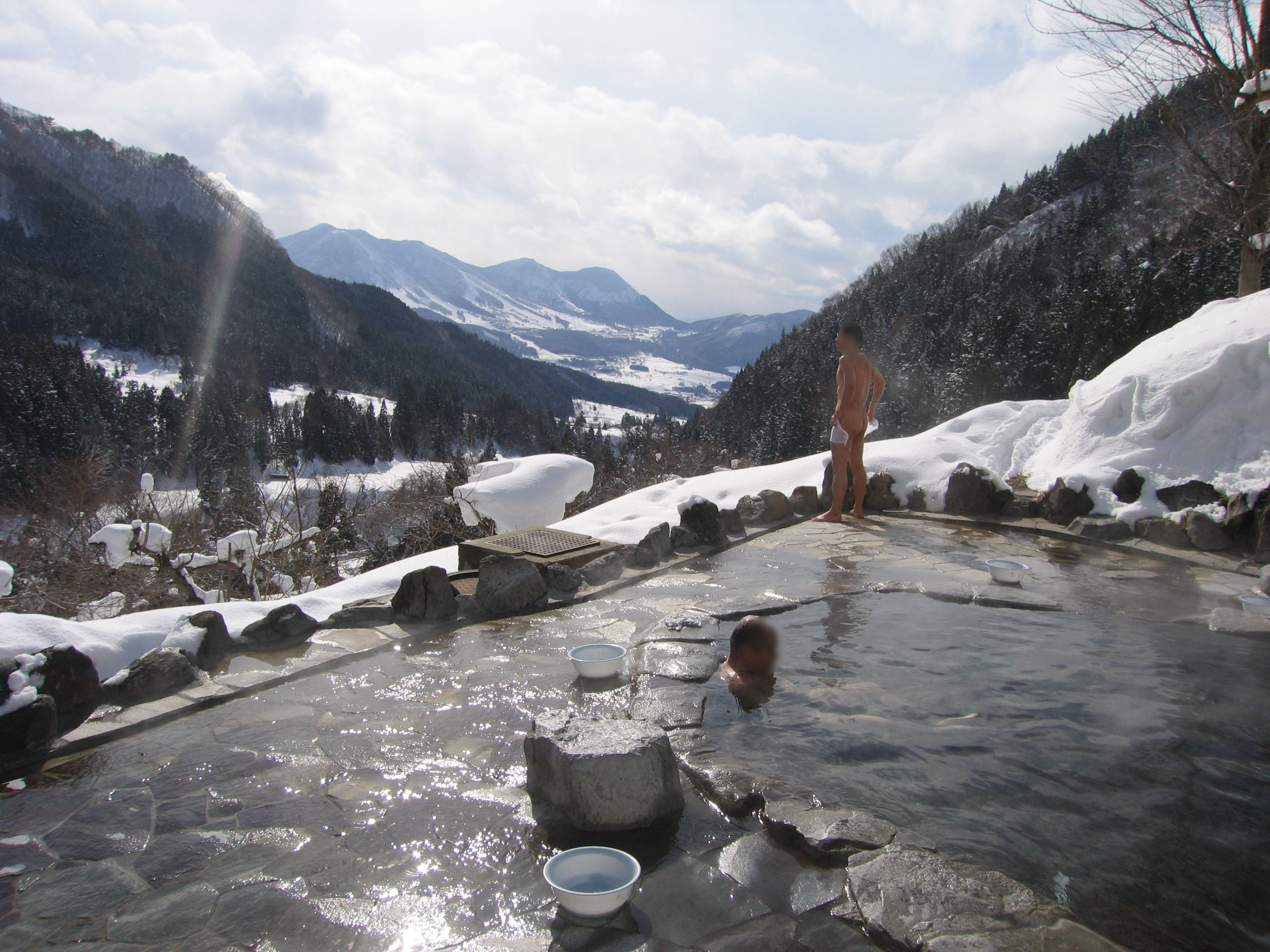
Maguse Onsen, a Kijimadaira, prefectura de Nagano, Japó.

Onsen (温泉) és el mot japonès per deu termal, però també designa els establiments termals (balnearis) al voltant de la deu.
Per definició i legalment els onsen són els banys tradicionals japonesos amb les aigües termals d'origen volcànic. Han de tenir una temperatura de més de 25º o bé contenir certes substàncies minerals. Aprofiten la calor natural de l'activitat volcànica i les substàncies i propietats beneficioses per a problemes de salut o de pell.
El mot està documentat des del segle xvi, tot i que sembla hom li dona una major antiguitat. Tanmateix no es va fer popular per designar els banys termals fins al segle xix.
Hi ha diferents tipus, poden ser naturals o construïts, interiors o exteriors, així com de mides diverses, que permeten des de petits banys a grans piscines. Són un atractiu turístic del Japó, i existeixen hotels amb onsen, que permeten allotjar-se per un preu per persona. Normalment proporcionen yukata i geta (xancles de fusta) per poder sortir sense haver de vestir-te i desvestir-te cada vegada. Alguns onsen poden estar situats al costat de les poblacions i alguns isolats en entorns naturals.
A les ciutats de Yamaguchi i Matsuyama (encara que hi ha alguna més) hi ha molts hotels onsen, però són famoses perquè hi ha molts onsen a l'aire lliure per als peus, on la gent se senti per relaxar-se i parlar mentre té els peus calents.
Els onsen tenen unes normes d'etiqueta molt determinada:
- Els banys d'homes i dones estan separats, hi ha comptats mixtes i sols a les nits.[2]
- S'ha d'anar completament nu i només en algun cas es permet un banyador.[2]
- Cal dutxar-se abans d'entrar a la banyera. En general, s'ofereix gel, xampú i condicionador.
- Molts prohibeixen els tatuatges, si més no visibles, pels prejudicis de la yakuza o màfia japonesa.[1]
- Cal portar una petita tovallola de mà per eixugar-se la cara. No obstant això, aquesta mai ha de ficar-se en el ofuro, es posa sobre el cap o es deixa apartada en un lloc proper però sec.